# 川野寿真
川野寿真（英語：Kazuma Kawano，2007年5月2日—），日本男子羽毛球運動員，亦為日本國家羽球隊成員，現為雙葉未來高中學生。

## 簡歷
2022年，他参与国内举办的全國初中錦標賽上擊敗上屆冠軍澤田修二，奪得男子單打冠軍。由於雙葉未來中學也贏得了團體賽冠軍，他因此獲得雙冠。
2025年3月，他搭档泽田修志雙葉未來高中第一雙打和第二單打的身份參加全國高中選拔賽團體賽。在對陣埼玉榮高中的決賽中，他們在第一雙打中直落兩盤擊敗了澤田修二／石井加奈夢，帶領球隊獲得勝利。在男子雙打半決賽中，他們在最後一場平分中擊敗了去年的全日本青少年冠軍吉次和義／根本俊生，但在決賽中輸給了埼玉榮高中的澤田修二/石井加奈夢，獲得亞軍。同年5月，他在日本排名巡迴賽上，第一輪直落兩盤擊敗了JTEKT的村本龍馬，但在第二輪中與世界排名第59位、在世界舞台上大步前進的小川翔吾進行了激烈的爭奪，最終進入了平分決賽。

## 主要比賽成績
只列出曾進入準決賽的國際賽事成績：
| 年份   | 賽事                 | 公開賽級別 | 項目     | 拍檔 | 成績 |
| ------ | -------------------- | ---------- | -------- | ---- | ---- |
| 2025年 | 亚洲青年羽毛球錦標賽 | 其他       | 混合團體 | －   | 季軍 |
| 2025年 | 亚洲青年羽毛球錦標賽 | 男子雙打   | 泽田修志 | 季軍 |      |

| 2018-2026年 | 總決賽 | 超級1000賽 | 超級750賽 | 超級500賽 | 超級300賽 | 超級100賽 | 國際挑戰賽 | 國際系列賽 | 未來系列賽 | 其他 |